# Karl Josef Gollrad
Karl Josef Gollrad (Schonach im Schwarzwald, 18 juni 1866 - Aken, 4 november 1940) was een Duitse kunstschilder die vooral werkzaam was in Aken. 

## Leven
Gollrad verbleef tijdens zijn leerjaren in Konstanz en München. Van 1894 tot 1896 ondernam hij studiereizen naar Duitsland en Italië. Hij verkreeg in deze periode de academische titel van professor. Vanaf 1898 werkte hij als leraar aan de Kunstgewerbeschule Aachen (Hogeschool van de kunsten Aken) en de Gewerblichen Mal- und Zeichenschule (Schilder en tekenschool) van Aken, waar hij de rest van zijn leven verbleef en in 1940 stierf.

## Werken
Naast zijn werk als schilder van kerkgebouwen zijn is vooral zijn houtsnijkunst met zaken uit de stad Aken van historisch belang, aangezien zij een beeld geven van de stad in de toestand voor de bombardementen van de Tweede Wereldoorlog. Van bijzonder belang zijn:
- De houtsnedeserie Die freie Reichsstadt Aachen
- De houtsnedeserie Aachener Türme, met voorstellingen van de 11 poorten in de stad in de 17e en 18e eeuw
- De houtsnedeserie Der Aachener Dom

### Aachener Türme

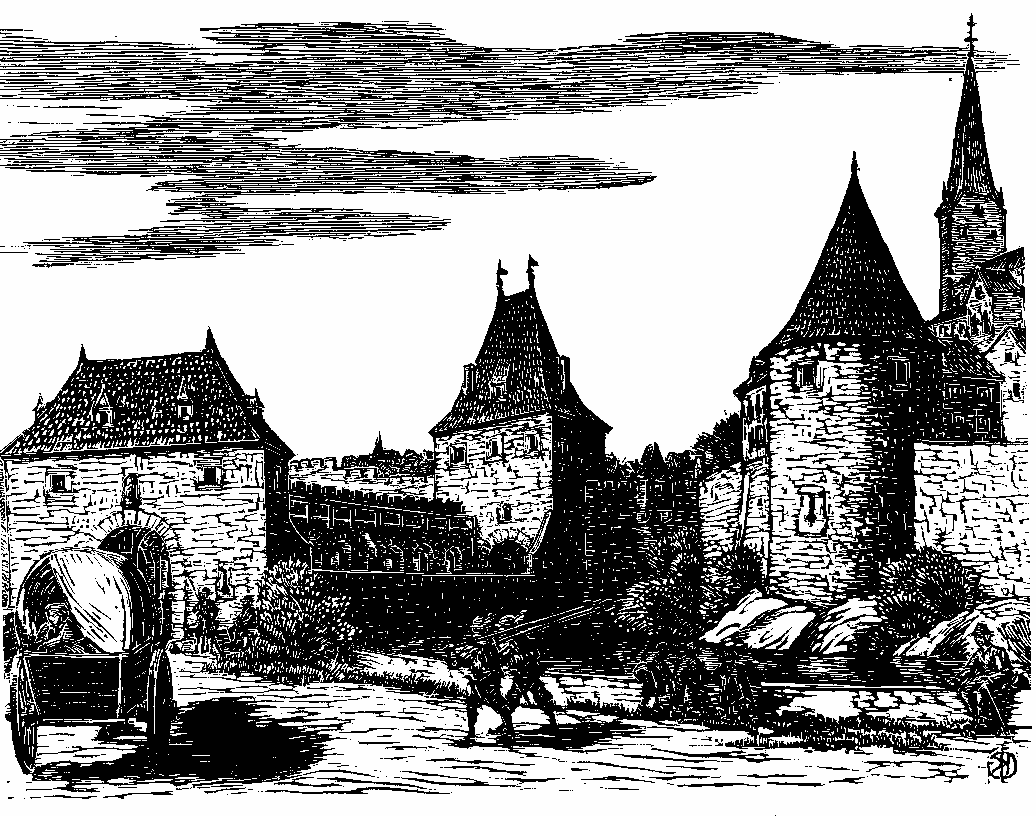
Adalbertstor
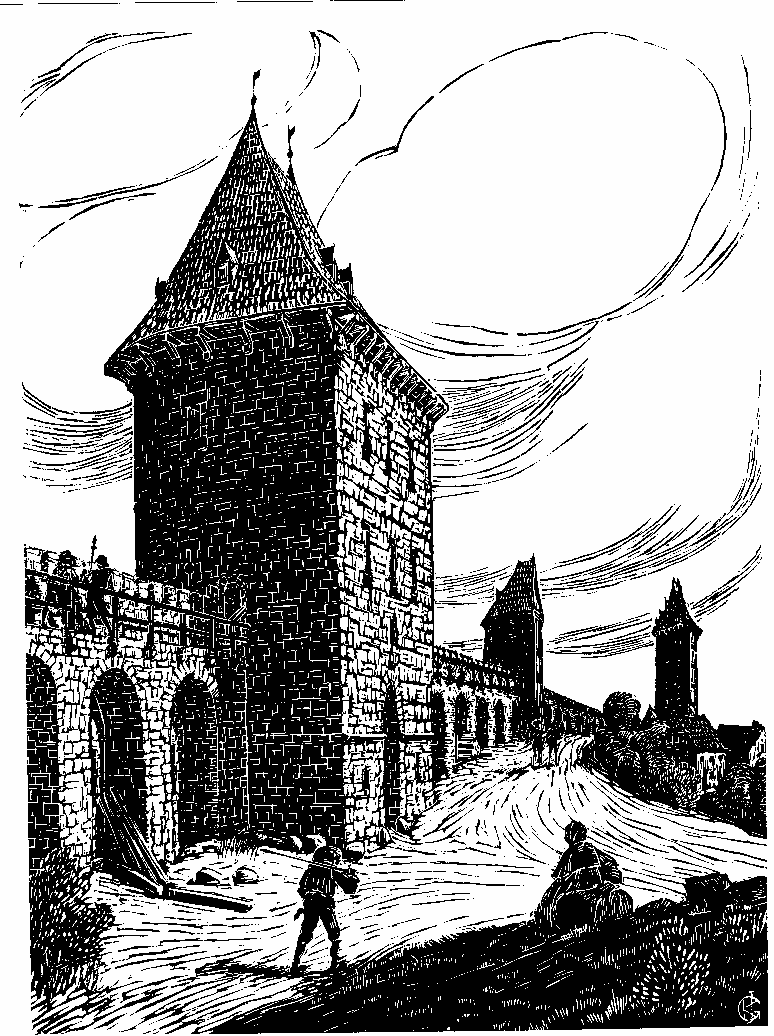
Bergtor
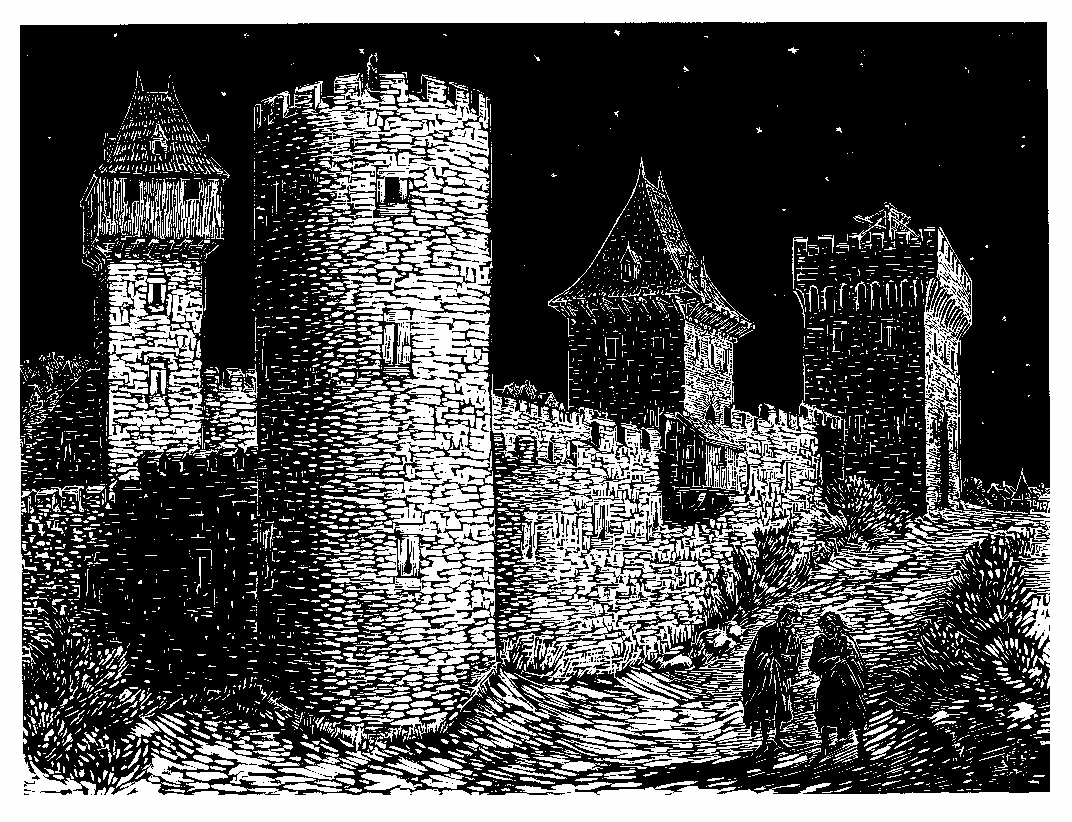
Jakobstor
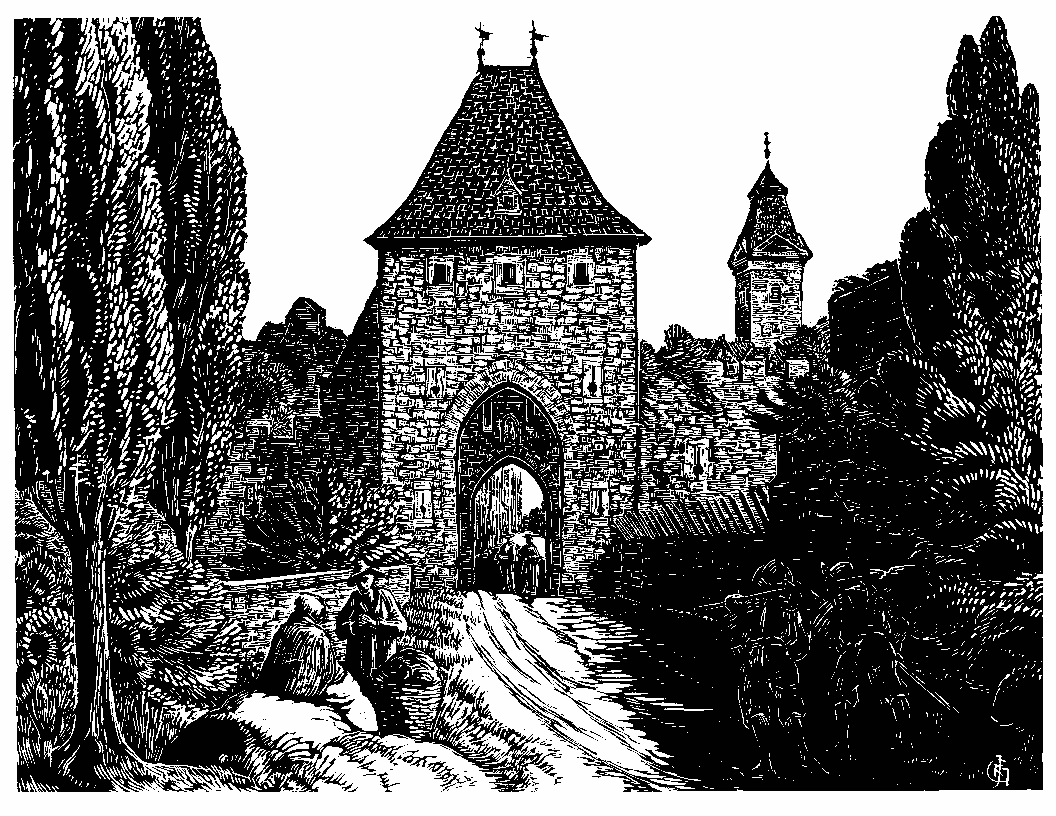
Junkerstor
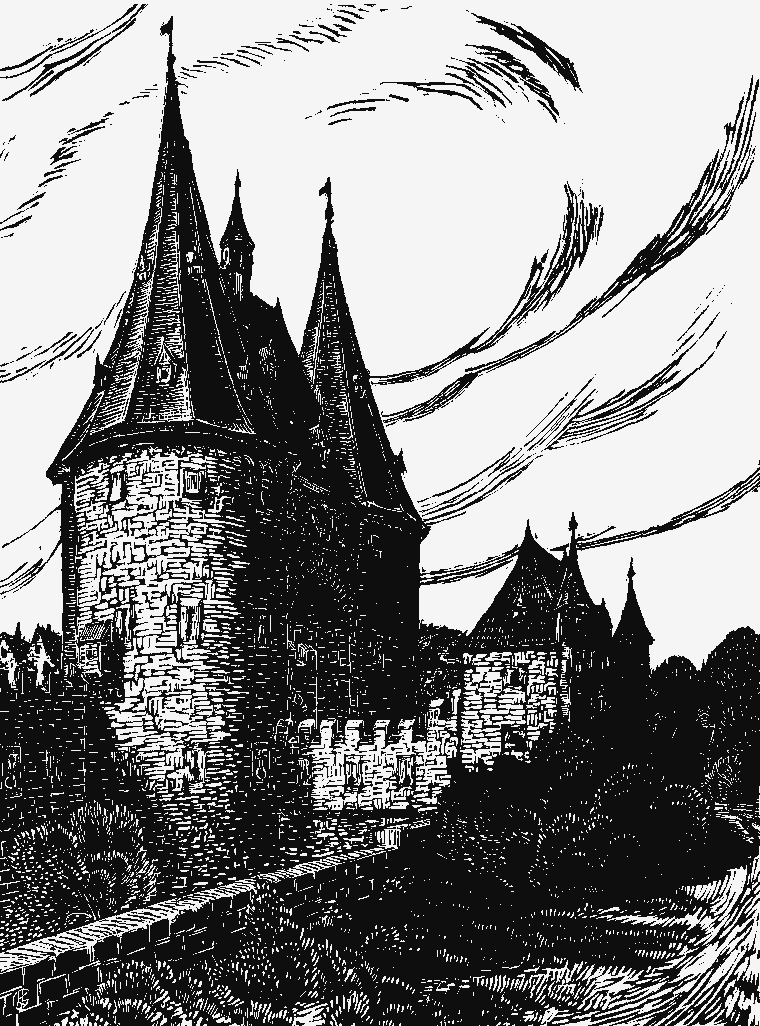
Kölntor
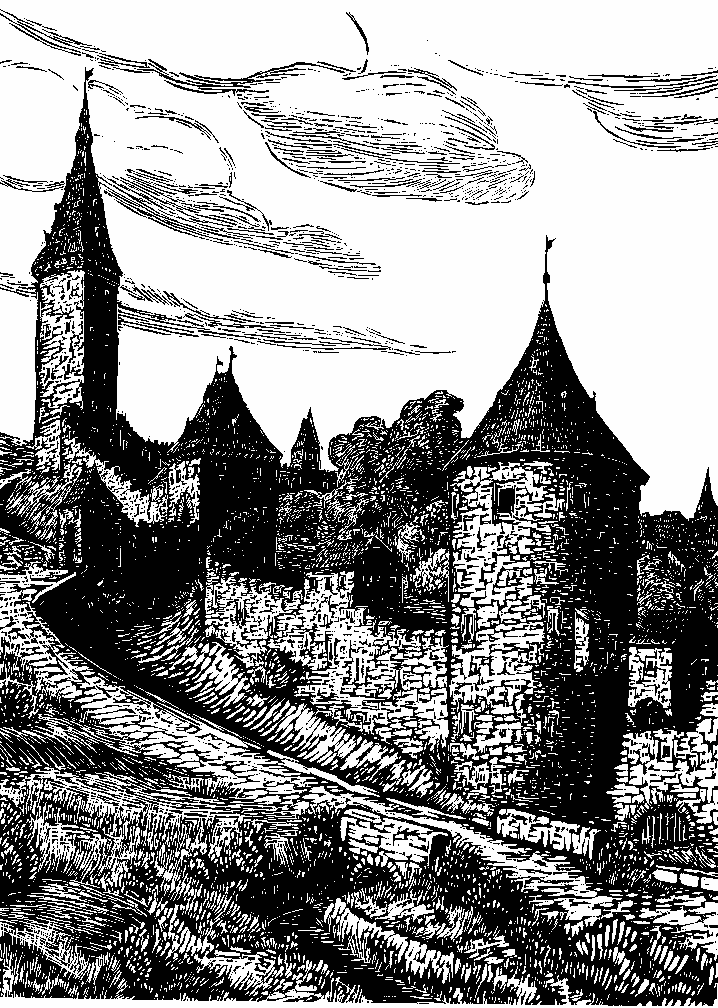
Königstor
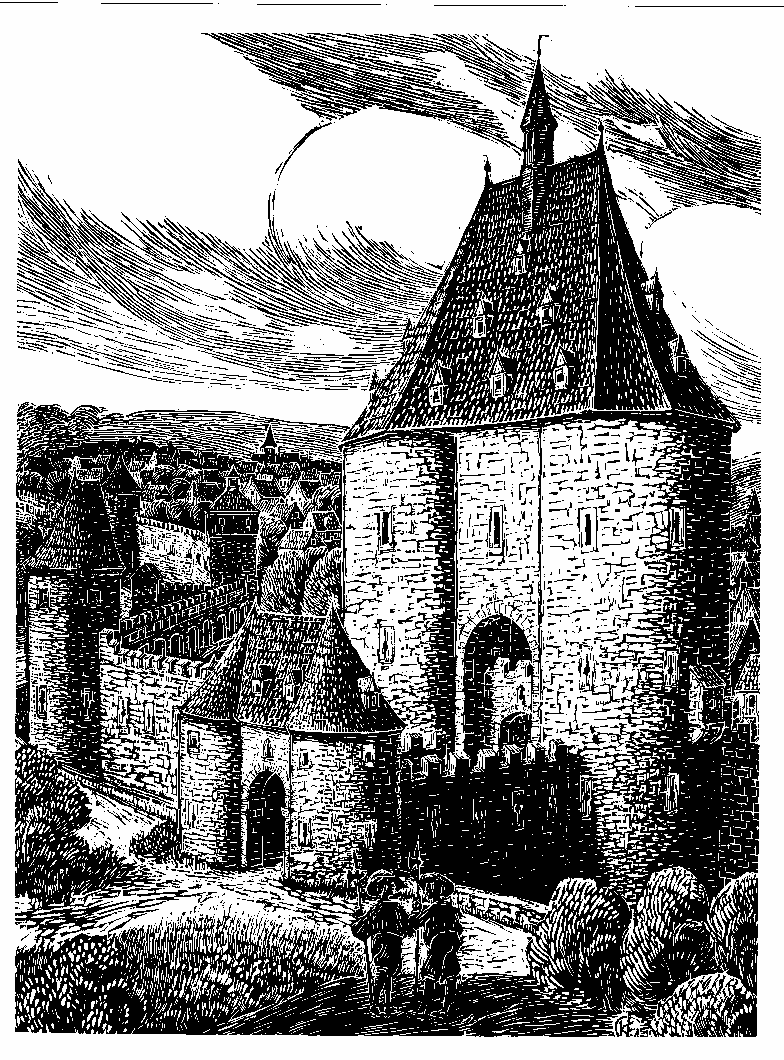
Marschiertor
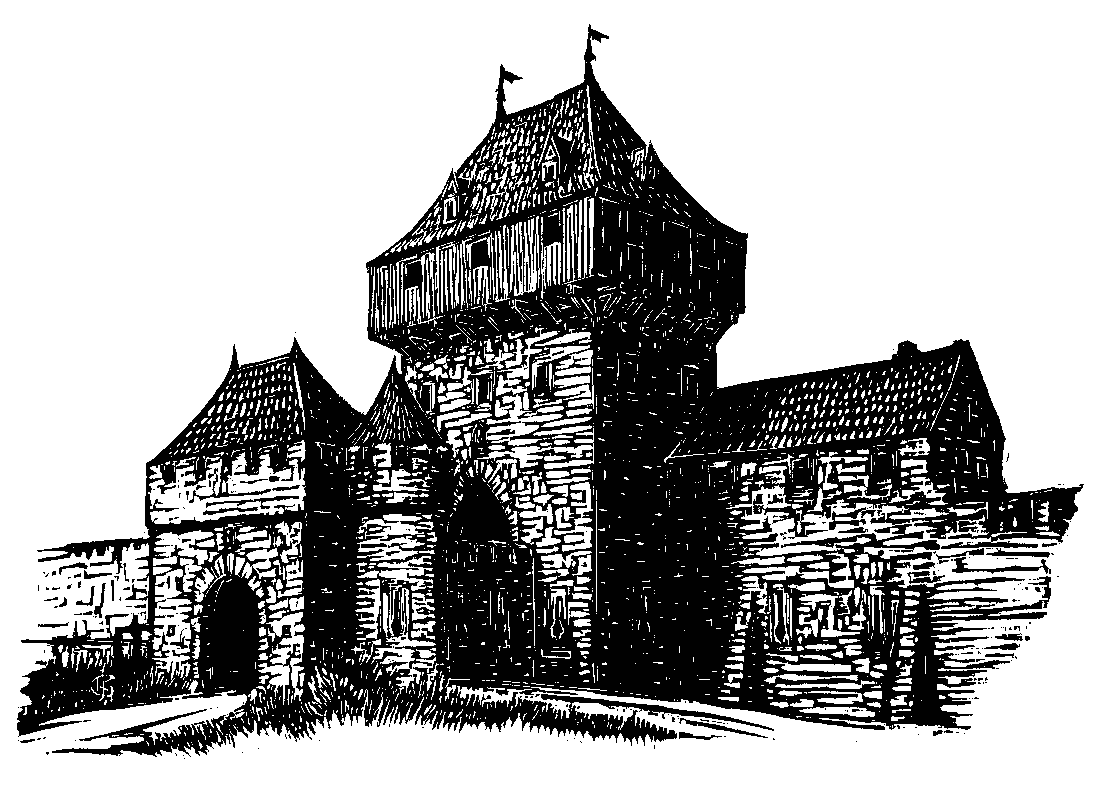
Rostor
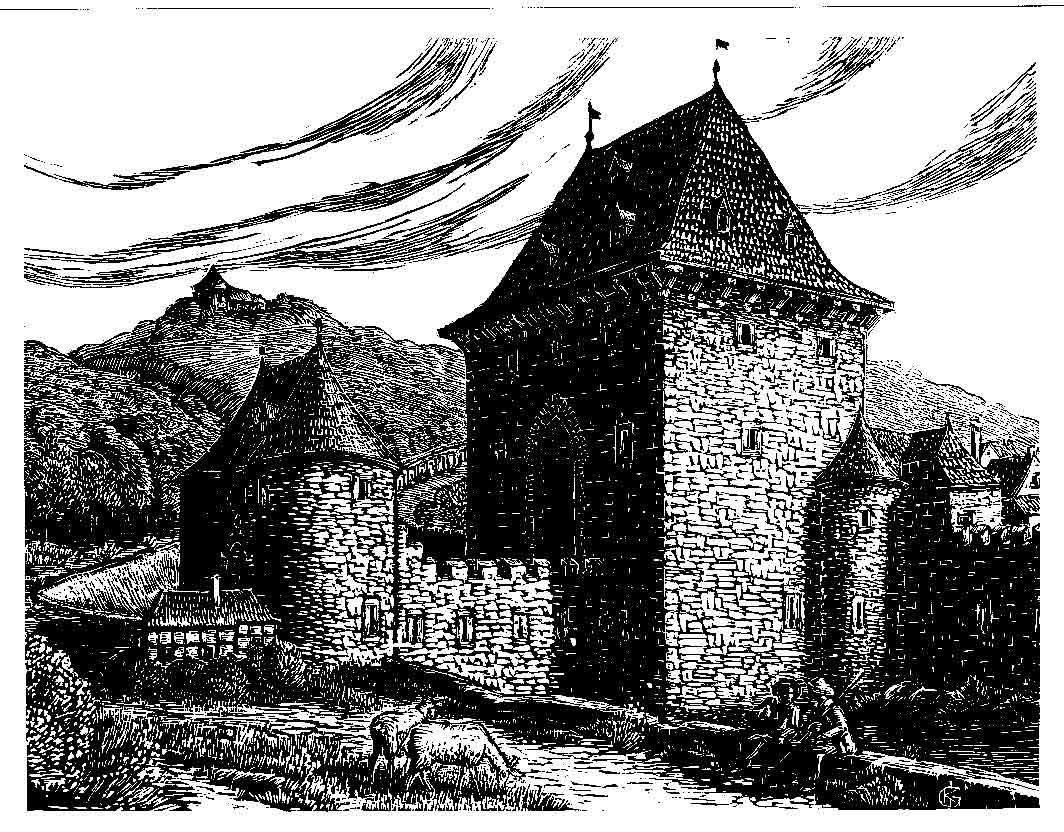
Ponttor
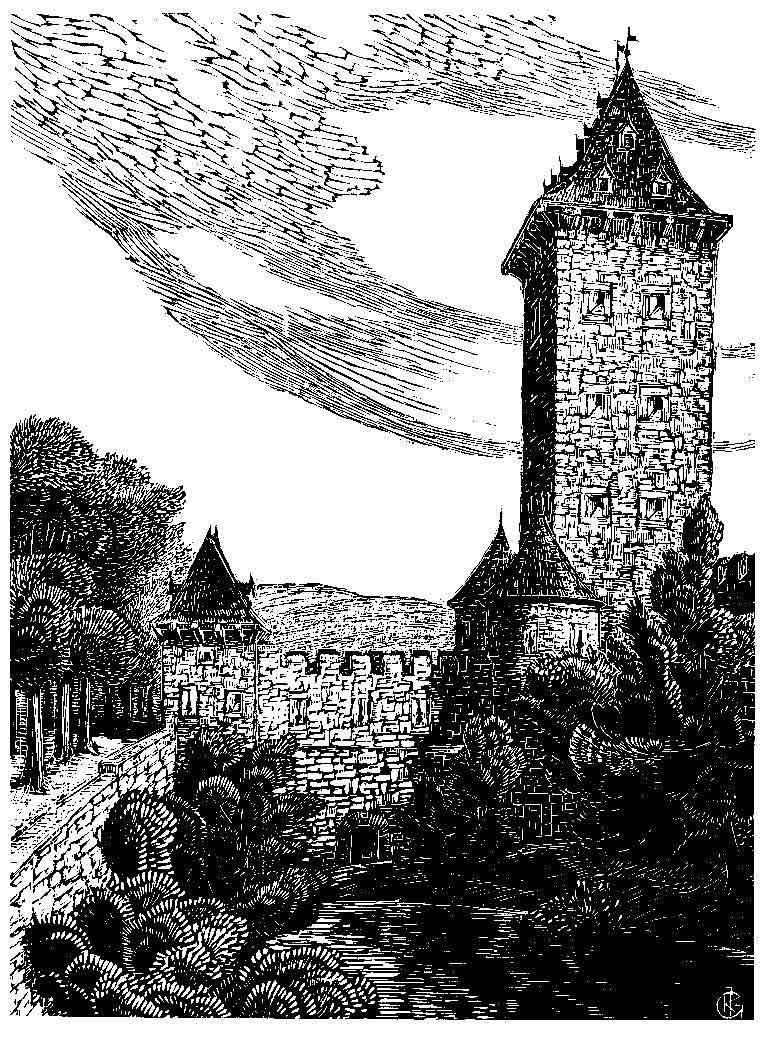
Sandkaultor
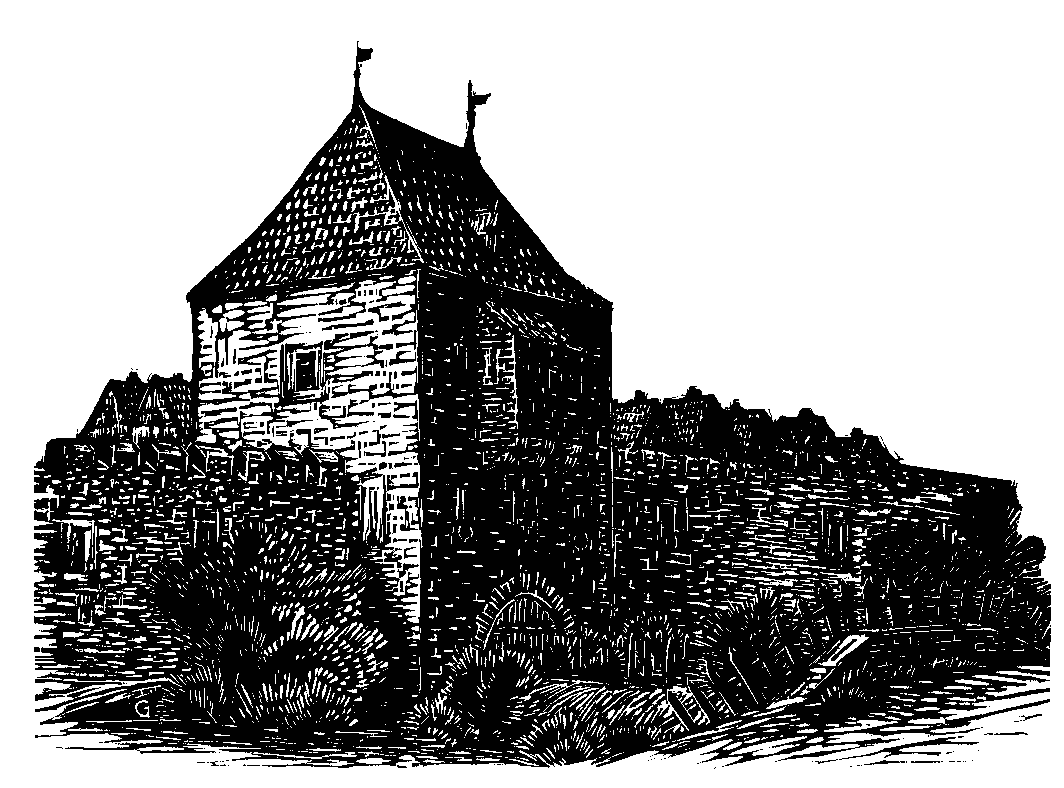
Wasserturm

- Virtual International Authority File: 472153596616651900006